# أم الدويس
أمُّ الدُّوَيْسهي إحدى الشخصيات الأسطورية المخيفة في الفلكلور الشعبي لدول الخليج العربي، وتحديدًا في الإمارات العربية المتحدة. تنتمي هذه الشخصية إلى عالم الجن، وتُوصف بأنها امرأة فائقة الجمال، تفوح منها رائحة زكية وتتمتع بجاذبية لا تُقاوم. إلا أن جمالها الظاهري يخفي خلفه طبيعة مرعبة، حيث تتحول من امرأة مغرية إلى كائن قاتل يستدرج الرجال ويقضي عليهم بوحشية. تُعد "أم الدويس" من أبرز رموز الخوف في التراث الشعبي، وتشكّل جزءًا من الموروث القصصي الذي تناقلته الأجيال، سواء في المدن أو القرى، بهدف التحذير أو التسلية أو التوجيه الأخلاقي.

## موضوع القصة
تدور قصة "أم الدويس" حول كيان أنثوي من الجن يظهر في الظلام، خاصة في المناطق المهجورة أو الطرق المنعزلة. تظهر هذه الكائنة في هيئة امرأة فاتنة تفتن الرجال بجمالها الأخّاذ وصوتها العذب ورائحتها الزكية، فتجعلهم يتبعونها دون وعي. ما إن ينخدع الضحية بمظهرها الجميل، حتى تظهر حقيقتها المرعبة: تمتلك عينين تلمعان في الظلام كعيني قطة، وذراعًا تنتهي بمنجل حاد. تستخدم هذا المنجل لقتل الرجال الذين يُفتنون بها، وفي بعض الروايات تأكلهم بعد قتلهم. وتختلف تفاصيل القصة باختلاف الروايات المحلية، لكنها جميعًا تتفق على الطابع الدموي والتحذيري للشخصية، مما يعكس القلق المجتمعي من الانجراف وراء الشهوات والمظاهر الخادعة.

## الانتشار الجغرافي
رغم أن "أم الدويس" تُعد جزءًا أصيلًا من التراث الإماراتي، إلا أن حضورها لا يقتصر على الإمارات فقط، بل تمتد الحكايات عنها إلى مختلف دول الخليج العربي مثل سلطنة عمان، السعودية، قطر، إضافة إلى مناطق الساحل الإيراني التي يسكنها عرب الهولة، وخاصة إقليم هرمزغان. هذا الانتشار الجغرافي يُعزى إلى الروابط التاريخية، والتجارية، واللغوية بين شعوب الخليج، فضلًا عن تقاليد السرد الشفهي التي نقلت القصص والأساطير من جيل إلى جيل. وفي بعض القرى مثل المدام في الإمارات، تتمتع القصة بطابع محلي خاص، حيث تُروى بتفاصيل أكثر دقة، وتُشكّل جزءًا من الهوية الثقافية للمجتمع.

## المغزى
تحمل قصة "أم الدويس" أبعادًا تربوية وأخلاقية تتجاوز الترفيه أو الرعب. فهي خرافة وظفتها المجتمعات التقليدية كوسيلة تحذير رمزية موجهة بشكل خاص للرجال، بغرض ردعهم عن الانجراف خلف الشهوات أو الدخول في علاقات محرمة. تُجسد "أم الدويس" نتائج العصيان الديني والأخلاقي في صورة امرأة جميلة، لكنها في حقيقتها قاتلة وشيطانية. بذلك تصبح القصة أداة فعالة للترهيب الأخلاقي، ولترسيخ مفاهيم الحياء، والانضباط، والحذر من المظاهر الخادعة. كما تعكس القصة جانبًا من المخاوف المجتمعية المتعلقة بالشرف والسلوك، وتُبرز كيف يستخدم الخيال الشعبي عناصر الرعب والغموض لضبط السلوك الفردي والجماعي.

## قصص مشابهة
لا تُعد "أم الدويس" حالة فريدة في الفلكلور، بل توجد شخصيات مشابهة لها في ثقافات مختلفة حول العالم، تشترك معها في الخصائص الأساسية مثل الجمال الفاتن، الإغواء، والعقاب الدموي. ومن أبرز هذه الشخصيات:
- لا يورونا – أسطورة مكسيكية عن امرأة تبكي على أطفالها الذين غرقتهم، وتُرعب الرجال الذين يقتربون من الأنهار.
- النداهة – من الفلكلور المصري، امرأة تُنادي الرجال بأصوات عذبة في الليل، فيتبعونها ويختفون بعدها في ظروف غامضة.
- عيشة قنديشة – جنية مغربية تظهر للرجال في هيئة فاتنة، وتُعد من أكثر الشخصيات رعبًا في التراث المغربي.
- أم الصبيان – منتشرة في اليمن وإقليم الأحواز بإيران، وتُعرف بإيذاء النساء الحوامل أو الأطفال حديثي الولادة.

كل هذه الشخصيات تُظهر كيف أن المجتمعات المختلفة تستخدم الرموز الأنثوية المخيفة كوسيلة لضبط السلوك وتكريس قيم الحذر والانضباط.